# Phyllogomphoides cassiopeia
Phyllogomphoides cassiopeia är en trollsländeart som först beskrevs av Belle 1975.  Phyllogomphoides cassiopeia ingår i släktet Phyllogomphoides och familjen flodtrollsländor. Inga underarter finns listade i Catalogue of Life.